# Heinrich Lautenschläger
Christian Heinrich Lautenschläger (* 10. September 1843 in Langenwolschendorf; † 27. März 1906 ebenda) war ein deutscher Gutsbesitzer und Politiker.

## Leben
Lautenschläger war der Sohn des Bauern und Bürgermeisters in Langenwolschendorf Christian Friedrich Lautenschläger und dessen Ehefrau Christiane Caroline geborene Buschner. Lautenschläger, der evangelisch-lutherischer Konfession war, heiratete am 2. Mai 1876 in Langenwolschendorf Johanne Christiane Örtel (* 19. September 1849 in Langenwolschendorf; † 2. September 1900 ebenda), die Tochter des Bauern Christian Heinrich Örtel in Langenwolschendorf.
Lautenschläger war Gutsbesitzer und Agent in Langenwolschendorf. 1863 und 1876 bis 1906 war er Bürgermeister und Standesbeamter in Langenwolschendorf.
Politisch vertrat er ursprünglich konservative Positionen. 1884 schloss er sich aber der Deutschen Freisinnigen Partei an und wurde nach deren Spaltung Mitglied der Freisinnigen Volkspartei. Ab 1900 stand er dem agrarischen Flügel der NLP nahe. Bei der Reichstagswahl 1884 kandidierte er für die DFP erfolglos im Reichstagswahlkreis Reuß jüngerer Linie.
Vom 23. Februar 1872 bis zum 28. August 1874 und erneut vom 31. Oktober 1877 bis zu seinem Tod am 27. März 1906 war er Mitglied im Landtag Reuß jüngerer Linie. Im Landtag war er ab 1898 stellvertretender Landtagspräsident. Nach seinem Tod wurde an seiner Stelle Ludwig Eckner in den Landtag gewählt.